# Atlantic Conveyor
La T/n Atlantic Conveyor era una nave portacontainer inglese facente parte di una classe di sei navi, gestite dalla compagnia Cunard, che prese parte assieme alla gemella Atlantic Causeway alla guerra delle Falkland; colpita da due missili Exocet argentini il 25 maggio 1982 durante lo sbarco a San Carlos, incendiata ed abbandonata dall'equipaggio, affondò il 28 maggio.

## L'affondamento
Durante un attacco aereo effettuato da due velivoli Super Etendard della 2ª Escuadrilla Aeronaval de Caza y Ataque dell'aviazione di marina argentina, una coppia di missili Exocet venne lanciata da nord e cioè da una direzione del tutto inattesa verso lo schieramento britannico arretrato composto dalle portaerei e dalle navi logistiche, protetto da due linee di navi di scorta. Il comandante della task force, ammiraglio Sandy Woodward, aveva disposto una linea di picchetto radar formata da cacciatorpediniere Type 42, dietro la quale erano poste le fregate e più arretrate e disposte in linea da sud a nord le due portaerei, protette da due fregate Type 22, e le navi logistiche.
Mentre i velivoli argentini risalivano brevemente di quota per localizzare i loro bersagli, gli schermi dei loro radar Agave indicarono la presenza di due grosse navi e di un'altra più piccola. A questo punto il capitano di corvetta Roberto Curilovic, comandante della missione, e il tenente di vascello Julio Barraza lanciarono, da una distanza di 57 km, i due Exocet: uno fu intercettato dagli apparati di contromisura elettronica e dai chaff britannici. L'altro missile venne ingannato dai chaff di una delle fregate della linea di difesa esterna, e dopo aver superato la fregata si diresse verso il primo bersaglio che riuscì a rilevare colpendo in pieno la nave, che si trovava all'estremità nord dello schieramento delle navi britanniche, incendiandola. L'equipaggio tentò inizialmente di combattere il fuoco ma senza esito ed il comandante North ordinò l'abbandono nave, gettandosi per ultimo insieme al comandante militare della nave, prima che l'incendio arrivasse ai carburanti e alle munizioni presenti nella stiva; gettatosi in mare per ultimo insieme al comandante militare, secondo la testimonianza di quest'ultimo non riemerse
La perdita della Atlantic Conveyor fu un grave danno logistico per i britannici, visto che conteneva grosse scorte non immediatamente rimpiazzabili. La perdita dell'unità diede origine a forti polemiche poiché la nave non era stata dotata di alcun dispositivo di disturbo ed inganno, attivo o passivo, perché non considerata una unità di alto valore. D'altra parte la radar cross section (RCS) dovuta alle dimensioni della nave era troppo grande per permettere agli inganni di essere efficaci e quindi probabilmente i dispositivi di disturbo se presenti non avrebbero modificato il risultato.
Inoltre, la nave era stata dotata di un ponte di volo con due piazzole dal quale partivano i grossi elicotteri CH-47 Chinook che aviorifornivano le altre navi e le truppe a terra, e molti tra gli elicotteri (un Westland Lynx, sei Westland Wessex dell'848 Squadron della Fleet Air Arm e tre dei fondamentali CH-47 da trasporto pesante)  disponibili per l'attacco furono distrutti con la nave, insieme alle grate metalliche necessarie per una pista di fortuna a terra, svariati materiali per la manutenzione e dei veicoli; morirono dodici uomini dell'equipaggio tra cui il comandante civile Ian North al quale venne conferita la Distinguished Service Cross alla memoria; North era un veterano della seconda guerra mondiale ed era sopravvissuto a due siluramenti.
La dozzina di Sea Harrier che la nave aveva trasportato era stata già trasferita sulle due portaerei della squadra e la nave aveva raggiunto il gruppo da battaglia quasi al tramonto, perché avrebbe dovuto fare una veloce puntata nella zona di sbarco, scaricare gli elicotteri e i rifornimenti, compreso il materiale per costruire una pista avanzata per gli Harrier, e rientrare prima dell'alba del giorno dopo. Successivamente i compiti della Atlantic Conveyor vennero svolti dalla nave Contender Bezant, un'altra portacontainer che nel 1988 verrà poi acquisita dalla Royal Navy e ribattezzata come RFA Argus (A135).

## Vittime

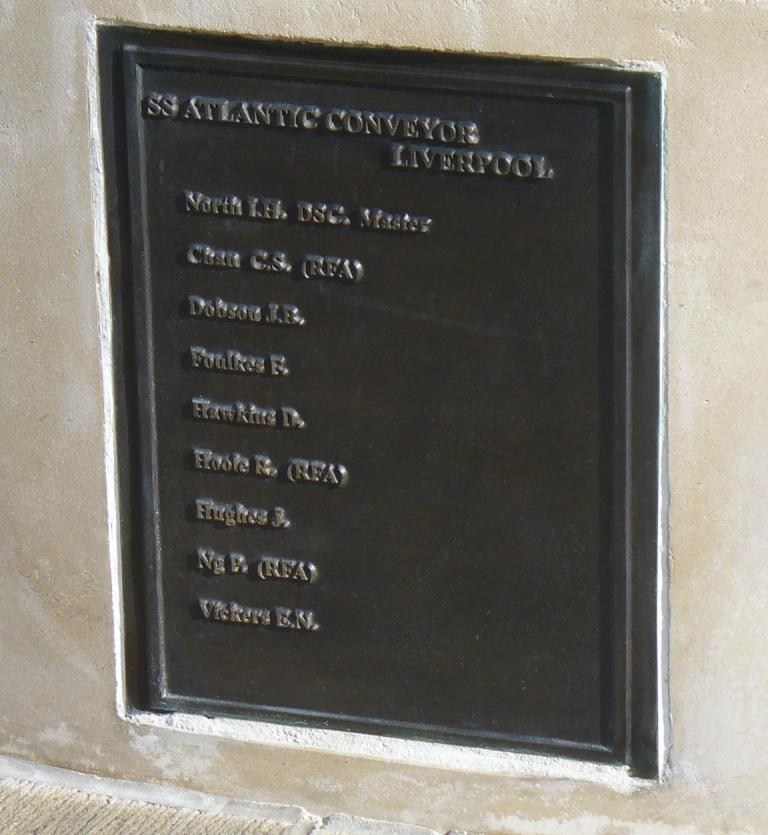
Il memoriale dedicato all'equipaggio al Trinity Garden, Toweer Hill, Londra

I 12 uomini morti nell'affondamento della nave furono (in ordine alfabetico):
Merchant Navy
- nostromo John B. Dobson
- meccanico Frank Foulkes
- assistente David R. S. Hawkins
- meccanico James Hughes
- comandante Ian H. North, DSC
- meccanico Ernest M. Vickers

Royal Fleet Auxiliary
- primo ufficiale radio Ronald Hoole
- lavandaio Ng Por
- lavandaio Chan Chi Shing

Royal Navy
- capo Edmund Flanagan
- meccanico aeronautico (R) Adrian J. Anslow
- capo meccanico aeronautico (L) Don L. Price

Come per molti altri relitti affondati in tempo di guerra, anche questo è considerato "cimitero militare di guerra" e pertanto protetto dalle immersioni e dall'asportazione di qualsivoglia oggetto.